# White Hall (Arkansas)
White Hall è una city degli Stati Uniti d'America, situata nella Contea di Jefferson dello Stato dell'Arkansas.